# Initiative populaire « pour un abandon progressif de l'énergie atomique »
L'initiative populaire  « pour un abandon progressif de l'énergie atomique » est une initiative populaire suisse, rejetée par le peuple et les cantons le 23 septembre 1990.

## Contenu
L'initiative propose de créer trois nouveaux alinéas à l'article 24quinquies de la Constitution fédérale, précisant qu'aucune nouvelle installation de production d'énergie ou de traitement de combustibles fondés sur le nucléaire ne peut être construite et que les installations existantes doivent être désaffectées « le plus rapidement possible ». Elle interdit également que la construction de nouveaux ouvrages de production électrique porte atteinte aux paysages ou aux cours d'eau.
Le texte complet de l'initiative peut être consulté sur le site de la Chancellerie fédérale.

## Déroulement

### Contexte historique
La décision d'assurer une partie de la production d'électricité par les centrales nucléaires date des années 1963 - 1964 lorsque le Conseil fédéral fait cette recommandation dans son rapport de gestion. Les premières centrales sont construites dans les années suivantes et ce n'est qu'en 1975, lors du début de la construction de la centrale de Kaiseraugst, que les premières manifestations populaires contre l'industrie nucléaire en Suisse sont organisées.
En 1976, deux initiatives sont lancées parallèlement ; la première, « pour l'interruption du programme d'exploitation de l'énergie nucléaire », n'obtient pas le nombre de signatures requis alors que la seconde est rejetée de justesse le 18 février 1979. Présenté sous la forme d'un contre-projet indirect à cette initiative, un arrêté fédéral destiné à amender la loi sur l'énergie atomique est, pour sa part, accepté en votation le 20 mai 1979.
Le 23 septembre 1984 ce sont les deux initiatives jumelles demandant l'arrêt de la construction de centrales nucléaires « pour un approvisionnement en énergie sûr, économique et respectueux de l'environnement » et « pour un avenir sans nouvelles centrales atomiques » qui sont rejetées en votation populaire par respectivement 54,2 % et 55 % des votants.
Après ces différents refus, l'initiative « pour un abandon progressif de l'énergie atomique » est lancée en 1986, en même temps que l'initiative populaire « Halte à la construction de centrales nucléaires (moratoire) » (qui propose d'instaurer un moratoire de 10 ans sur toute construction de nouvelle centrale nucléaire et sera acceptée en votation) après la proposition de créer une nouvelle centrale nucléaire à Kaiseraugst et à la suite de la catastrophe de Tchernobyl du 26 avril 1986 .

### Récolte des signatures et dépôt de l'initiative
La récolte des 100 000 signatures nécessaires par le parti socialiste suisse s'est déroulée entre le 21 septembre 1986 et le 21 avril 1988. Le 1er septembre 1987, elle a été déposée à la chancellerie fédérale qui l'a déclarée valide le 7 décembre 1987.

### Discussions et recommandations des autorités
Le parlement et par le Conseil fédéral ont recommandé le rejet de cette initiative sans proposer de contre-projet, mettant en particulier en avant l'impossibilité du renoncement total à l'énergie nucléaire, faute de solutions de rechange permettant de garantir l'approvisionnement énergétique du pays. Cette prise de position ne tient toutefois pas directement compte d'un rapport, rendu en 1988 par le « groupe d'experts en scénarios énergétiques » (GESE) sur commande du Conseil fédéral, qui considère alors que l'abandon du nucléaire peut être une solution praticable, « à condition, toutefois, que soit mise en place dans les années qui viennent une politique cohérente d'économies d'énergie et d'exploitation des énergies renouvelables ».

### Votation
Soumise à la votation le 23 septembre 1990, l'initiative est refusée par 14 4/2 cantons et par 52,9 % des suffrages exprimés. Le tableau ci-dessous détaille les résultats par canton :

## Effets
Dix ans après cette votation, deux nouvelles initiatives, appelées Initiative populaire « Moratoire-plus - Pour la prolongation du moratoire dans la construction de centrales nucléaires et la limitation du risque nucléaire » et Initiative populaire « Sortir du nucléaire - Pour un tournant dans le domaine de l'énergie et pour la désaffectation progressive des centrales nucléaires », sont proposées en votation pour, respectivement, prolonger de 10 ans supplémentaires le moratoire alors en vigueur et abandonner progressivement l'utilisation de l'énergie nucléaire. Les deux objects seront refusés en votation le 18 mai 2003.